# Boca de Uxpanapa
Boca de Uxpanapa är en ort i Mexiko.   Den ligger i kommunen Minatitlán och delstaten Veracruz, i den sydöstra delen av landet, 500 km öster om huvudstaden Mexico City. Boca de Uxpanapa ligger 7 meter över havet och antalet invånare är 217.
Terrängen runt Boca de Uxpanapa är mycket platt. Runt Boca de Uxpanapa är det ganska tätbefolkat, med 67 invånare per kvadratkilometer. Närmaste större samhälle är Minatitlán, 9,4 km väster om Boca de Uxpanapa. Trakten runt Boca de Uxpanapa består till största delen av jordbruksmark.